# Phragmatobia thursbyi
Phragmatobia thursbyi är en fjärilsart som beskrevs av Rothschild 1910. Phragmatobia thursbyi ingår i släktet Phragmatobia och familjen björnspinnare. Inga underarter finns listade i Catalogue of Life.

## Bildgalleri

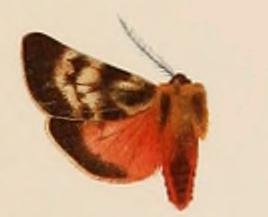
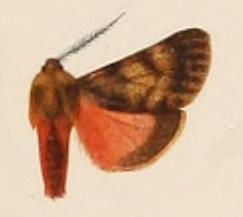